# Deer Lake (Minnesota)
Deer Lake es un territorio no organizado ubicado en el condado de Itasca en el estado estadounidense de Minnesota. En el Censo de 2010 tenía una población de 3495 habitantes y una densidad poblacional de 6,25 personas por km².

## Geografía
Deer Lake se encuentra ubicado en las coordenadas 47°20′8″N 93°40′20″O / 47.33556, -93.67222. Según la Oficina del Censo de los Estados Unidos, Deer Lake tiene una superficie total de 559.54 km², de la cual 474.73 km² corresponden a tierra firme y (15.16%) 84.81 km² es agua.

## Demografía
Según el censo de 2010, había 3495 personas residiendo en Deer Lake. La densidad de población era de 6,25 hab./km². De los 3495 habitantes, Deer Lake estaba compuesto por el 97% blancos, el 0.14% eran afroamericanos, el 0.77% eran amerindios, el 0.37% eran asiáticos, el 0.03% eran isleños del Pacífico, el 0.14% eran de otras razas y el 1.55% pertenecían a dos o más razas. Del total de la población el 0.77% eran hispanos o latinos de cualquier raza.